# 26 декември
26 декември е 360-ият ден в годината според григорианския календар (361-ви през високосна). Остават 5 дни до края на годината.

## Събития
- 795 г. – Лъв III е избран за римски папа.
- 1805 г. – В Братислава е подписан Пресбургски мирен договор между Австрия и Франция.
- 1825 г. – В Русия избухва въстание на декабристите.

- 1898 г. – Мари и Пиер Кюри обявяват, че са успели да изолират химичния елемент радий.
- 1925 г. – Сформирана е Комунистическата партия на Индия.
- 1925 г. – Турция въвежда в употреба Григориански календар.
- 1933 г. – Регистрирана е фирмата Нисан със седалище Токио, Япония.
- 1938 г. – излъчва се първата радиопиеса в България – „Крилата помощ“ от Ангел Каралийчев и Матей Вълев по Варненското радио. Тази дата се счита за началото на радиотеатъра в България.[1]
- 1940 г. – Състои се премиерата на американския игрален романтичен филм „Филаделфийска история“ – първият хитов филм с участието на Катрин Хепбърн.
- 1947 г. – В България е извършена национализация на банките.
- 1959 г. – Официално е открита Българската телевизия.
- 1972 г. – Софийският градски съд произнася задочна присъда срещу писателя Георги Марков за шпионаж – лишаване от свобода за 6 години и 6 месеца.
- 1973 г. – Космическият апарат Союз 13 се връща на Земята.
- 1974 г. – Започва космическата програма Салют 4.
- 1979 г. – Съветски специални части превземат президентския дворец в Кабул, Афганистан.
- 1980 г. – Създаден е Общонароден юбилеен комитет за честване на 1300-годишнината от основаването на българската държава с председател държавния глава – Тодор Живков.
- 1982 г. – В списание Тайм, за първи път за Човек на годината не е избран човек, а персоналния компютър.
- 1989 г. – В България независимият профсъюз КТ Подкрепа организира първата политическа стачка с искане за назначаване на временно правителство и провеждане на свободни избори.
- 1991 г. – С формално решение на Върховния съвет се разпада СССР.
- 2003 г. – Силно земетресение разрушава южноиранския град Бам; загиват 43 300, други 90 000 остават без домове.
- 2004 г. – Регистрирано е силно земетресение в Индийския океан, последвано от мощно цунами – в десетки държави загиват над 294 000 души, а 5 милиона остават без покрив.

## Родени
- 1194 г. – Фридрих II, император на Свещената Римска империя († 1250 г.)
- 1716 г. – Томас Грей, британски поет († 1771 г.)
- 1756 г. – Бернар Жермен дьо Ласепед, френски зоолог († 1825 г.)
- 1791 г. – Чарлз Бабидж, британски математик († 1871 г.)
- 1793 г. – Франц Хюнтен (Франсоа Хюнтен), немски пианист и автор на салонна музика († 1878 г.)
- 1862 г. – Александър Амфитеатров, руски писател († 1938 г.)
- 1872 г. – Норман Ейнджъл, британски политик, Нобелов лауреат през 1933 г. († 1967 г.)
- 1874 г. – Роза Албах-Рети, немска актриса († 1980 г.)
- 1879 г. – Александър Ботев, български политик († 1947 г.)
- 1880 г. – Елтън Мейо, американски социолог († 1949 г.)
- 1880 г. – Илия Янулов, български социолог († 1962 г.)
- 1881 г. – Стефан Цанев, български генерал († 1944 г.)
- 1882 г. – Иван Попевтимов, български революционер († 1944 г.)
- 1891 г. – Хенри Милър, американски писател († 1980 г.)
- 1892 г. – Дан Колов, български борец и кечист († 1940 г.)
- 1893 г. – Мао Дзедун, китайски военачалник († 1976 г.)
- 1901 г. – Никола Сяров, български лекар († ? г.)
- 1909 г. – Александър Димитров, деец БКП († 1944 г.)
- 1918 г. – Георгиос Ралис, министър-председател на Гърция († 2006 г.)
- 1919 г. – Иван Нивянин, български поет († 1944 г.)
- 1926 г. – Кольо Георгиев, български писател и драматург
- 1927 г. – Алън Кинг, американски актьор († 2004 г.)
- 1939 г. – Райнер Малковски, немски поет († 2003 г.)
- 1940 г. – Едуард Прескът, американски икономист, Нобелов лауреат през 2004 г. († 2022 г.)
- 1941 г. – Димитър Коруджиев, български писател
- 1941 г. – Шенер Шен, турски киноартист
- 1949 г. – Жозе Рамош Орта, източнотиморски политик, Нобелов лауреат през 1996 г.
- 1952 г. – Франческо Грациани, италиански футболист
- 1953 г. – Леонел Фернандес, президент на Доминиканската република
- 1953 г. – Юри Ступел, български композитор
- 1958 г. – Ейдриън Нюи, Дизайнер
- 1959 г. – Коджи Моримото, японски режисьор
- 1960 г. – Ники Кънчев, български водещ
- 1963 г. – Ларс Улрих, барабанист на Металика
- 1964 г. – Елизабет Костова, американска писателка
- 1971 г. – Джаред Лето, американски актьор и певец
- 1974 г. – Ростислав Димитров, български лекоатлет
- 1975 г. – Марсело Риос, чилийски тенисист
- 1982 г. – Аксел Лунд Свиндал, норвежки скиор
- 1986 г. – Кит Харингтън, английски актьор
- 1990 г. – Аарън Рамзи, уелски футболист

## Починали
- 268 г. – Дионисий, римски папа (* ? г.)
- 1350 г. – Жан дьо Марини, френски епископ (* ? г.)
- 418 г. – Зосим, римски папа (* ? г.)
- 1530 г. – Захиредин Бабур, монголски император (* 1483 г.)
- 1624 г. – Симон Мариус, немски астроном (* 1573 г.)
- 1771 г. – Клод Адриан Хелвеций, френски философ (* 1715 г.)
- 1795 г. – Йохан Кристоф Фридрих Бах, немски композитор (* 1732 г.)
- 1890 г. – Хайнрих Шлиман, немски археолог (* 1822 г.)
- 1896 г. – Емил дю Боа-Реймон, германски физиолог (* 1818 г.)
- 1904 г. – Стоян Маринов, български публицист (* 1838 г.)
- 1931 г. – Мелвил Дюи, американски библиограф (* 1851 г.)
- 1936 г. – Иван Кирилов, български писател (* 1876 г.)
- 1944 г. – Лев Шчерба, руски езиковед (* 1880 г.)
- 1964 г. – Александър Кисьов, български генерал (* 1879 г.)
- 1967 г. – Чудомир, български писател (* 1890 г.)
- 1972 г. – Хари С. Труман, 33-ти президент на САЩ (* 1884 г.)
- 1977 г. – Хауърд Хоукс, американски режисьор (* 1896 г.)
- 1978 г. – Анастас Петров, български балетист (* 1899 г.)
- 1980 г. – Тодор Рачински, български аграрен учен (* 1929 г.)
- 1981 г. – Амбър Рийвс, американска писателка (* 1887 г.)
- 1988 г. – Херлуф Бидструп, датски карикатурист (* 1912 г.)
- 1989 г. – Благой Шалски, български учител (* 1930 г.)
- 1997 г. – Корнелиус Касториадис, гръцки икономист (* 1922 г.)
- 1997 г. – Сергей Мамчур, украински футболист (* 1972 г.)
- 2000 г. – Джейсън Робардс, американски актьор (* 1922 г.)
- 2005 г. – Винсънт Скиавели, американски актьор (* 1948 г.)
- 2005 г. – Здравко Радев, български футболист (* 1972 г.)
- 2006 г. – Джералд Форд, 38-и президент на САЩ (* 1913 г.)
- 2020 г. – Броди Лий, американски кечист (* 1979 г.)
- 2021 г. – Дезмънд Туту, южноафрикански духовник и Нобелов лауреат (* 1931 г.)

## Празници
- Православната църква чества на този ден следните празници:
  - Втори ден от големия християнски празник Рождество Христово
  - Събор на Пресвета Богородица
  - Свети Йосиф Обручник на Пресвета Богородица
  - Свети цар и пророк Давид
  - Свети апостол Яков – брат Господен
- България – Ден на бащата – чества се денят на бащите и на бащинството.
- Католическа църква – Ден на свети Стефан
- Хърватия, Чехия, Ирландия, Каталуния – Общонароден празник, посветен на Свети Стефан
- Общност на нациите – Ден на коледните подаръци и благата (Boxing Day)
- Словения – Ден на независимостта и обединението (1990 г.)
- Индонезия, Тайланд, Малайзия – Ден на памет към жертвите от цунамито през 2004 г.
- ЮАР – Ден на добра воля
- Соломонови острови (държава) – Национален празник на Благодарността